# Charles Miller (football)
Pour les articles homonymes, voir Charles Miller.
Charles William Miller (né le 24 novembre 1874 à São Paulo et mort le 30 juin 1953 dans la même ville) est un sportif brésilien d'origine écossaise, considéré comme le pionnier du football au Brésil.

## Biographie

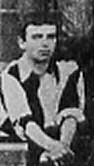
Charles Miller

Charles Miller naît dans le quartier de Brás à São Paulo, dans l'empire du Brésil. Il est le fils de John Miller, un ingénieur écossais travaillant dans les chemins de fer, et de Carlota Fox, une Brésilienne d'origine anglaise.
En 1884, il est envoyé par ses parents à la Banister Court Public School de Southampton, en Angleterre. Il y découvre le cricket et le football, qu'il pratique avec un certain talent au Corinthian FC et au Southampton St Mary's FC.
Quand il fait son retour au Brésil en 1894, Miller amène avec lui des maillots et une copie des règles du football, et introduit ce sport au São Paulo Athletic Club (en) (SPAC), un club sportif fondé en 1888.
Le premier match de football est organisé en 1895. Le football devient assez populaire pour qu'un championnat de São Paulo soit lancé en 1902. Avec Miller au poste de buteur, le SPAC en remporte les trois premières éditions en 1902, 1903 et 1904.
Miller travaille par ailleurs à la São Paulo Railway Company, avant d'être ensuite nommé vice-consul britannique en 1904. Il s'investit dans la construction de cités-jardins dans sa ville natale, selon les plans de Raymond Unwin.
En janvier 1906, il épouse la pianiste renommée Antonietta Rudge, avec qui il aura deux enfants, Carlos (1907) et Helena (1909).
En 1939, lors de ce qui sera l'un de ses derniers séjours en Angleterre, il manque de peu de se faire tuer par un attentat à la bombe perpétré par l'IRA.
Il continue à jouer au cricket et au golf à la fin de sa vie, et meurt le 30 juin 1953 dans sa ville natale. Il est enterré dans le cimetière protestant de São Paulo.

## Palmarès
São Paulo AC
- Championnat de São Paulo (3) :
  - Champion : 1902, 1903 et 1904.
  - Meilleur buteur : 1902 (12 buts) et 1904 (9 buts).